# Vie grasă
Vie grasă este un vechi soi românesc de struguri.